# Joseph y Chico
Joseph y Chico o Joseph y Kico : La historia del Papa Benedicto XVI contada por un gato (título original en italiano: Giuseppe e Chico: La storia di papa Benedetto XVI raccontata da un gatto) es un libro infantil escrito por la periodista italiana Jeanne Perego e ilustrado por Donata Dal Molin Casagrande.Fue publicado en 2006 y ha sido trasladado a varios idiomas.

## Sinopsis
La historia está narrada desde el punto de vista de Chico,un gato que cuenta la vida de Joseph Ratzinger,el Cardenal alemán que llegó a convertirse Papa como Benedicto XVI.Chico,que así mismo es un gato real que vivió en la casa de la familia del 265 papa alemán en Pentling,Baviera,relata la infancia,juventud,vocación religiosa y el camino de Ratzinger hasta su papado logrado tras el Cónclave de 2005
A través de una narrativa accesible y afectuosa,el libro busca acercar a los niños la figura del papa Benedicto XVI de una manera entrañable y cercana.El relato se basa en hechos reales y anécdotas verificadas, presentadas con un tono didáctico y ameno.El libro se centra principalmente en contar esas anécdotas interesantes sobre la vida de Benedicto XVI.
La introducción del libro es dada por el que fue secretario personal del papa, Georg Gänswein

## Personajes principales
- Chico,un Gato Montes atígrado,curioso y observador,qué en este libro actúa como Narrador.Describe con ternura la vida de Joseph Ratzinger y su propia relación con él.[8]
- Joseph Ratzinger El protagonista humano de está historia desde sus días de la infancia hasta su elección como papa en 2005

## Temas principales
El libro aborda a los niños temas como
- La Fe y la Vocación religiosa
- La vida sencilla en Alemania durante la Posguerra
- El amor por los animales y la naturaleza
- La importancia de la Familia y la Educación
- La Espiritualidad desde un punto de vista accesible para los niños

## Reacciones
El libro fue bien recibido por el público infantil y educadores cristianos,qué valoraron su capacidad para transmitir valores cristianos y biográficos en un formato amigable. También generó cierto interés mediático por la singular elección de un gato como narrador de la vida de un Papa.
Fue publicado con él Nihil obstat y el Imprimátur lo que indica su conformidad con la Doctrina de la Iglesia católica. Algunos medios también destacaron el cariño que el Papa Benedicto XVI tenía por los gatos, reflejado en este libro.